# MI8 (Великобритания)
 MI8  — аббревиатура от англ. Military Intelligence, Section 8 (Военная разведка, Секция 8), — спецслужба Великобритании, созданная во время Второй мировой войны, основной функцией которой было ведение радиоразведки.

## История

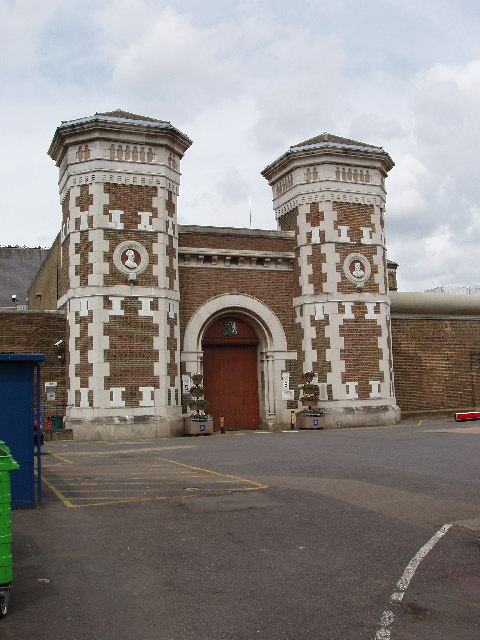
Здание тюрьмы Уормвуд-Скрабс, где располагалась MI8 во время Второй мировой войны

В начале Второй мировой войны по инициативе главы MI5 Вернона Келла был разработан план борьбы с незаконным использованием радио на территории Великобритании. Для пресечения незаконных радиопередач была сформирована Служба радиоперехвата во главе с майором Д.Уорледжем, который до 1927 года руководил радиокомпанией в Палестине. Задачами Службы радиоперехвата в соответствии с законами о военном положении 1939 года были перехват, обнаружение и ликвидация незаконных радиостанций в Великобритании, принадлежащих вражеским агентам или другим лицам, не имеющим лицензии на соответствующую деятельность. Службе радиоперехвата дали кодовое название MI8.
В команду майора Уорледжа вошли также майор Склетер, Коул-Адамс и Уолтер Гилл — главный аналитик трафика, главной задачей которого был перехват радиопередач из Германии. Гилл, в свою очередь, привлёк к работе научного сотрудника из Оксфорда, Хью Ропера, который свободно говорил на немецком языке. Взаимодействие между MI8 и MI5 осуществлял сотрудник британской контрразведки Дж. Мастерман, который организовал радиоигру с нацистской Германией с использованием двойных агентов.
Первоначально MI8 располагалась в здании тюрьмы Уормвуд-Скрабс в Лондоне, откуда были вывезены заключённые (там же располагались и некоторые подразделения MI5), но ввиду роста штата организации и налетов германских ВВС было принято решение найти другое помещение, и MI8 разместилась в Барнете, получив «загадочный» почтовый адрес: Box 25, Барнет.
К работе MI8 был привлечён президент общества радиолюбителей Великобритании Артур Уоттс, который служил аналитиком в ведущем британском криптографическом подразделении — комнате 40 во время первой мировой войны. Уоттс, в свою очередь, стал формировать команду добровольцев-радиоперехватчиков (англ. Voluntary Interceptors, VIs). Радиолюбители идеально подходили для такой работы, потому что они были широко распространены по всей Великобритании.
Каждому добровольцу-радиоперехватчику была поставлена конкретная задача — осуществлять ежемесячно необходимый минимум радиоперехватов. Многим из них были выданы специальные удостоверения личности DR12, что позволило им входить в помещения, откуда велись несанкционированные радиопередачи.
Набор добровольцев-радиоперехватчиков шёл медленно, но в течение трех месяцев 50 добровольцев выявили и отождествили более 600 передатчиков, как правило, располагавшихся на континенте. Германская агентура в Великобритании была ликвидирована, некоторые из агентов казнены, а значительную их часть британские спецслужбы использовали для работы в качестве двойных агентов в операции Дабл Кросс.
MI8 также создала сеть станций радиопеленгации в отдаленных уголках Британских островов с целью определения местоположения нелегальных радиостанций.
К маю 1940 года стало ясно, что изначально поставленная задача Службы радиоперехвата выполнена.

## Поглощение MI8 Секретной разведывательной службой
К середине 1941 года после некоторого внутриведомственного конфликта контроль над MI8 был передан MI6. К этому времени объём радиоперехвата достигал 10 тысяч сообщений в день, перехваченные сообщения передавались в службу расшифровки в Блетчли-парке, при этом специалисты MI8 сумели взломать некоторые шифры абвера раньше, чем это сделали их коллеги в Блетчли-парке. Служба радиоперехвата хорошо финансировалась и получила в своё распоряжение новую центральную радиостанцию в Хенслоупе, Милтон-Кинс, графство Бакингемшир, обозначаемую как Специальная группа связи № 3 (англ. Special Communications Unit No.3, SCU3).
На пике своей деятельности в 1943—1944 годах в Службе радиоперехвата работало более 1500 человек, большинство из которых были радиолюбителями. Более половины из них работали в качестве перехватчиков радиопередач, а многие вели изучение радиосетей противника. Это позволяло получать информацию, важную для британских спецслужб даже в случаях, когда не удавалось расшифровать сообщения. В нескольких случаях удалось заблаговременно выявить приёмы, которые германские агенты применяли для обеспечения безопасности своих радиопередач, и принять соответствующие контрмеры.
После окончания войны штаб-квартира Службы радиоперехвата была перемещена в Исткоут и была поглощена Центром правительственной связи.